# Ніколешть (Улієш, Харгіта)
Ніколешть, Ніколешті (рум. Nicolești) — село у повіті Харгіта в Румунії. Входить до складу комуни Улієш.
Село розташоване на відстані 211 км на північ від Бухареста, 44 км на захід від М'єркуря-Чука, 140 км на південний схід від Клуж-Напоки, 70 км на північ від Брашова.

## Населення
За даними перепису населення 2002 року у селі проживали 173 особи, усі — угорці. Усі жителі села рідною мовою назвали угорську.